# Bell 214
Die Bell 214 ist ein mittelschwerer Hubschrauber von Bell Helicopter, der aus der Bell UH-1-Serie abgeleitet wurde. Die Bell 214ST ist eine größere und erheblich veränderte zweimotorige Variante, die am 22. Dezember 1972 vorgestellt wurde.

## Geschichte
Die Entwicklung des Modells 214 wurde von Bell im Jahr 1970 unter dem Namen „Huey Plus“ begonnen. Der erste Prototyp war eine Bell-205-Zelle, die mit einer 1900 WPS starken T53-L-703-Wellenturbine ausgestattet wurde. Später wurde dann eine 2930 WPS starke Turbine verwendet.
Nach einer Vorführung des Prototyps der 214A während eines Manövers im Iran erfolgte dort eine Bestellung über 287 Stück 214A. Diese sollten im Bell-Werk Fort Worth gebaut werden, während weitere 50 214As und 350 214ST dann im Iran in Lizenz gebaut werden sollten. Nach der Auslieferung von 296 Maschinen der 214A und 39 Exemplaren der 214C kam es zur Islamischen Revolution, wonach die Pläne einer iranischen Produktion nicht mehr umgesetzt werden konnten.
Bell bot die Bell 214B „BigLifter“ auch für die zivile Nutzung an. Sie erhielt die Zulassung am 27. Januar 1976. Die 214B wurde bis 1981 produziert. Angetrieben von einer 2.183 kW (2.930 WPS) leistenden Lycoming-T5508D-Turbine, entsprechen ihr Rotorantrieb und Übertragungssystem dem der 214A.

## Konstruktion
In Größe und Aussehen der Bell 205 und Bell 212 ähnlich, kommt bei der Bell 214 ein einzelnes leistungsstärkeres Lycoming-LTC4B-8-Triebwerk mit 2.185 kW (2.930 WPS) und ein verbessertes Rotor-System zum Einsatz, wodurch eine höhere Nutzlast und eine verbesserte Leistung bei hohen Temperaturen und in größeren Höhen erreicht werden konnte.

## Varianten
- Bell 214 Huey Plus – der Prototyp flog im Jahr 1970; angetrieben von einer Lycoming-T53-L-702-Turbine mit 1415 kW (1900 WPS).
- Bell 214A / C Isfahan – 299 Bell 214As für die iranischen Heeresflieger wurden ab 1972 gebaut, gefolgt von 39 Bell 214Cs mit einer Außenwinde und anderen Such- und Rettungsgeräten für die iranische Luftwaffe.
- Bell 214B BigLifter – zivile Version der 214A; etwa 70 Stück hergestellt
- Bell 214B-1 – Version der Bell Model 214B; auf maximal 5670 kg Gesamtgewicht beschränkt.
- Bell 214ST – Variante mit zwei Triebwerken, die ursprünglich für die Produktion im Iran entwickelt wurde, später aber zivil vermarktet wurde. ST stand zunächst für Stretched Twin, später für Super Transport. Der Erstflug erfolgte im Februar 1977.

## Einsatz
Schätzungsweise 50 Bell 214As und 25 Bell 214Cs sind noch im Iran in Verwendung. 
Rund 40 Bell 214Bs fliegen noch in ziviler Nutzung.

## Nutzer
- Volksrepublik China [1]
- Ecuador: 1 Bell 214B
- Finnland: finnischer Grenzschutz, fünf Exemplare
- Iran
- Jemen [2]
- Oman: 5 Bell 214 wurden 1970 geliefert
- Thailand[3]
- Vereinigte Arabische Emirate: 3 Bell 214
- Venezuela: 1 Bell 214B

## Technische Daten (Bell 214A)
| Kenngröße             | Daten                                                   |
| --------------------- | ------------------------------------------------------- |
| Besatzung             | 2                                                       |
| Passagiere            | 14                                                      |
| Länge                 | 14,63                                                   |
| Hauptrotordurchmesser | 15,24 m                                                 |
| Höhe                  | 3,90 m                                                  |
| Leermasse             | 3.442 kg                                                |
| max. Startmasse       | 6.805 kg                                                |
| Höchstgeschwindigkeit | 260 km/h                                                |
| Dienstgipfelhöhe      | 5.000 m                                                 |
| Reichweite            | 475 km                                                  |
| Triebwerke            | 1 Wellenturbine Lycoming LTC4B-8D mit 2.185 kW Leistung |